# Lidija Freimane
Lidija Freimane (6 de marzo de 1920; 18 de enero de 1992) fue una actriz letona, considerada una de las más grandes actrices letonas del siglo XX. Freimane recibió dos veces el Premio Stalin y recibió el título honorífico de Artista del Pueblo de la URSS.